# Hosby (Denemarken)
Hosby is een plaats in de Deense regio Midden-Jutland, gemeente Hedensted, en telt 222 inwoners (2008).